# Горец перечный
Горе́ц пе́речный, или Водяно́й пе́рец (лат. Persicária hydropíper) — вид травянистых растений рода Персикария (Persicaria) семейства Гречишные (Polygonaceae), встречается в умеренном и тропическом климате Северного полушария.

## Биологическое описание

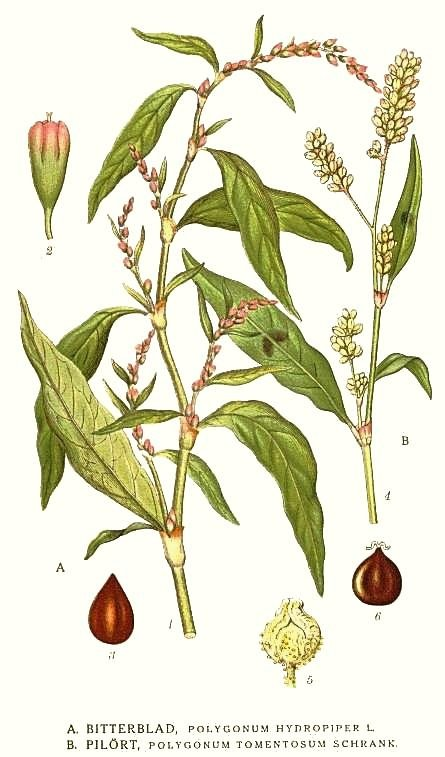
Горец перечный (А).

Однолетнее растение, высотой 30—90 см.
Стебель прямостоячий или восходящий, обычно ветвистый, голый, часто, в особенности к осени, красноватый.
Листья ланцетные, к обоим краям суженные, острые или туповатые, 3—9 см длиной и 0,7—2 см шириной, нижние с короткими черешками, верхние сидячие, острые, гладкие, по краю волнистые. Пластинка листа часто с просвечивающими точками желёзок и бурым пятном на верхней стороне. Черешки очень короткие, раструбы цилиндрические, почти голые, по краю коротко реснитчатые, красноватые. Свежесорванные листья на вкус горько-остроперечные; после сушки эта жгучесть пропадает.
Цветки сидят на концах побегов по одному — три в пазухах раструбов, собраны в узкие, почти нитевидные рыхлые колосовидные кисти 3—8 см длиной и 0,2—0,5 см шириной, в нижней части прерывистые, поникающие верхушкой. Околоцветник 4—5-линейный, 3,0—4,5 мм длиной, зеленоватый, розовый или белый, снаружи густо покрытый жёлтыми вдавленными желёзками. Тычинок шесть-восемь.
Формула цветка: {\displaystyle \mathrm {\ast \;P^{Co}\;_{(4,5)}\;A_{6-8}\;G_{({\underline {3}})}} }.
Плод — двугранный, плоско-выпуклый или почти трёхгранный, чёрно-бурый, с тусклой мелкозернистой поверхностью орешек, 2,2—3,5 мм длиной.
Цветёт в июне — сентябре. Плоды созревают в августе — октябре. Легко размножается семенами.

## Распространение и экология
Произрастает от Европы (Бельгия, Австрия) на западе до Дальнего Востока и от Скандинавии на севере до Индонезии и Филиппин на юге, встречается на севере Африки (Алжир, Марокко) и в Австралии.
Широко распространён почти по всей России (европейская часть и Кавказ, Сибирь).
Растёт на болотистых лугах, по берегам рек, прудов, болот, озёр, а также вдоль дорог, на сырых местах. Предпочитает влажные и богатые почвы.

## Химический состав
Надземная часть содержит неопределённое эфирное масло (0,5 %), гликозид полигопиперин, рутин, каротин, аскорбиновую кислоту (до 0,2 %), эргостерин, токоферол, нафтохинон, фитостерин, дубильные вещества (до 4 %), органические кислоты (муравьиную, уксусную, валериановую, яблочную), ацетилхолин, железо, сахара, флавоновые производные (2—2,5 %) — рамнозин, рутин, изорамнетин, кверцитрин, кверцетин, гиперозид, кемпферол. В корнях содержатся антрагликозиды и дубильные вещества.
В листьях содержится от 100 до 200 мг % аскорбиновой кислоты.

## Значение и применение
Все органы имеют горький остроперечный вкус. Надземную часть растения и измельчённые семена используют как острую приправу к салатам, супам, соусам.
В качестве лекарственного растения горец перечный был известен ещё древним грекам и римлянам как вяжущее, противомалярийное, кровоостанавливающее средство.
В 1912 году провизор Пиотровский обратил внимание на свойство гореца перечного вызывать свёртывание крови, что использовалось в народной медицине при маточных и геморроидальных кровотечениях. На собранной им траве кровоостанавливающее действие было всесторонне изучено Николаем Кравковым, и растение было введено в Государственную фармакопею СССР как заменитель желтокорня.
В качестве лекарственного сырья используют траву горца перечного (лат. Herba Polygoni hydropiperis). Это собранная во время цветения, очищенная от примесей, пожелтевших и повреждённых органов надземная часть дикорастущего растения. Сушат быстро, разложив тонким слоем и часто переворачивая. Температура при сушке не должна превышать 40—50 °С. Хранят в сухом помещении. Срок годности сырья 2 года. Продуктивность одного растения — 4—9 г сырой (0,6—2 г сухой) надземной массы; урожайность на пойменных лугах — до 22,5 кг/га сухого сырья. В СССР промышленные заготовки водяного перца производили на Украине.
В современной медицине употребляется в виде настоя и жидкого экстракта как кровоостанавливающее средство при геморрое и маточных кровотечениях, при фибромиомах матки, хроническом эндометрите и обильных менструациях; входит в состав противогеморройных свечей. Растение обладает антибактериальной активностью.
В народной медицине различных стран его применяли при заболеваниях щитовидной железы, как вяжущее кровоостанавливающее, болеутоляющее, ранозаживляющее, при кожных болезнях, заболеваниях печени, мочекаменной болезни, отёках, язвенной болезни желудка, экземе, бронхиальной астме.
Большинство исследователей отмечало, что горец перечный поедался не всеми сельскохозяйственными животными. Некоторые даже считали его ядовитым. Однако по наблюдениям в Приморском крае поедался свиньями и крупнорогатым скотом. Свиньи поедали отлично в июне и начале июля, а в августе плохо. Имеется указание, что поедание у свиней вызывает появление крови в моче. При опытном скармливании лошадям 15 кг свежего растения в фазе цветения признаков отравления не обнаружилось.
Из растения можно получить жёлтую, золотистую, золотисто-зелёную, серую и защитного цвета краски.
Хороший медонос.

## Классификация

### Таксономия
- Persicaria hydropiper (L.) Delarbre, 1800, Fl. Auvergne, ed. 2: 518

Вид Горец перечный относится к роду Горец (Persicaria) семейства Гречишные (Polygonaceae) порядка Гвоздичноцветные (Caryophyllales) последовательно входящего в клады Суперастериды → Эвдикоты → Цветковые растения. Таксономическая схема в соответствии с Системой APG IV по состоянию на декабрь 2023 года:
|  |                          |  |                                   |                                   |                     |  | еще 40 семейств | еще 40 семейств |                    |  |                        |  | еще 65 подтвержденных видов и 209 видов в статусе "неподтвержденных" | еще 65 подтвержденных видов и 209 видов в статусе "неподтвержденных" |  |
|  |                          |  |                                   |                                   |                     |  | еще 40 семейств | еще 40 семейств |                    |  |                        |  | еще 65 подтвержденных видов и 209 видов в статусе "неподтвержденных" | еще 65 подтвержденных видов и 209 видов в статусе "неподтвержденных" |  |
|  |                          |  |                                   | порядок Гвоздичноцветные          |                     |  |                 |                 | род Горец          |  |                        |  |                                                                      |                                                                      |  |
|  |                          |  |                                   | порядок Гвоздичноцветные          |                     |  |                 |                 | род Горец          |  | 1 внутривидовой таксон |  |                                                                      |                                                                      |  |
|  | клада Цветковые растения |  |                                   |                                   | семейство Гречишные |  |                 |                 | вид Горец перечный |  |                        |  |                                                                      |                                                                      |  |
|  | клада Цветковые растения |  |                                   |                                   |                     |  |                 |                 |                    |  |                        |  |                                                                      |                                                                      |  |
|  |                          |  | ещё 63 порядка цветковых растений | ещё 63 порядка цветковых растений |                     |  |                 | еще 60 родов    | еще 60 родов       |  |                        |  |                                                                      |                                                                      |  |
|  |                          |  |                                   | ещё 63 порядка цветковых растений |                     |  |                 |                 | еще 60 родов       |  |                        |  |                                                                      |                                                                      |  |

## Синонимы
- Persicaria hydropiper Opiz
- Persicaria hydropiper (L.) Spach
- Persicaria hydropiper var. diffusa Kitag.
- Persicaria hydropiper var. vulgaris (Meisn.) Ohki
- Persicaria urens Garsault
- Persicaria vernalis Nakai
- Polygonum hydropiper L.
- Polygonum hydropiper var. longistachyum Y.L.Chang & S.X.Li
- Polygonum hydropiper var. projectum Stanford
- Polygonum hydropiper var. vulgare Meisn.
- Polygonum schinzii J.Schust.